# 根古屋信号場 (JR東日本)

構内配線図　A:成田　B:空港第2ビル

根古屋信号場（ねこやしんごうじょう）は、千葉県成田市にあった、東日本旅客鉄道（JR東日本）成田線（空港支線）の信号場である。

## 歴史
- 1991年（平成3年）3月19日：成田線（空港支線）成田 - 成田空港間開業により設置[1]。
- 2009年（平成21年）3月14日：廃止[1]。

## 構造
成田駅起点5.3 kmにあった、2線を有する単線行き違い型の信号場で、本線・副本線とも双方向に出発信号機を備えた一線スルー構造となっていた。空港支線はATS-P専用線区であり警戒現示が可能な場内信号機を設けてあったため、安全側線は省略されているが同時進入が可能であった。
なお、副本線は京成成田スカイアクセス線の本線敷設予定地に敷設されていた。この為、成田スカイアクセス線敷設工事にともない、2009年3月に空港第2ビル方に堀之内信号場を新設し、当信号場は廃止された。
また、成田スカイアクセス線開業により、東関東自動車道を挟んだ空港第2ビル駅寄りに京成線の信号場が単線区間を拡張して設置され、根古屋信号場と名付けられている。

## 周辺
一帯は田園地帯である。信号場の空港第2ビル駅側には東関東自動車道の陸橋が架かる。

## 隣の駅
東日本旅客鉄道（JR東日本）
成田線（空港支線）
成田駅 - 根古屋信号場 - （堀之内信号場※） - 空港第2ビル駅
※ 本信号場営業時は未開業。